# سازمان بین‌المللی هواشناسی
سازمان بین‌المللی هواشناسی (انگلیسی: International Meteorological Organization) (IMO،۱۸۷۳–۱۹۵۱) اولین سازمانی بود که در جهت تبادل اطلاعات آب‌وهوا میان کشورهای جهان بوجود آمد. تشکیل این سازمان بر اساس درک این واقعیت بود که سیستم‌های آب‌وهوایی در سراسر سرحدات کشور در حال جریان هستند و این نکته که اطلاع از فشار هوا، درجه حرارت، نزولات جوی و موارد دیگر مربوط به جریان بالادستی و پایین‌دستی آب‌وهوا برای پیش‌بینی وضع هوا ضرورت دارد. مدتها بعد، سازمان جهانی هواشناسی جایگزین این تشکیلات گردید.

## تاریخچه
دوره رنسانس باعث توسعه قابل توجهی در ابزارها جهت سنجش پدیده جوی و مدرج سازی برای مقایسه بین آنها گردید. پیشرفت‌های بعدی در علوم‌جوی در قرن هجدهم، صحت لزوم پیمایش گسترده و مقیاس‌های اندازه‌گیری یک‌شکل فراملیتی را ثابت کرد‌‌.